# Wikstroemia villosa
Wikstroemia villosa är en tibastväxtart som beskrevs av Wilhelm B. Hillebrand.
Wikstroemia villosa ingår i släktet Wikstroemia och familjen tibastväxter. IUCN kategoriserar arten globalt som utdöd. Inga underarter finns listade i Catalogue of Life.